# طاهية دار المايكو
طاهية دار المايكو (باليابانية: 舞妓さんちのまかないさん) هو مسلسل ياباني من إخراج وسيناريو وإنتاج هيروكازو كورئيدا، تدور القصة حول الحياة المعاصرة في منزل غيشا في كيوتو باليابان، من بطولة نانا موري، وناتسوكي ديغوتشي، وأغو ماكيتا، صدر على نتفليكس في 12 كانون الثاني/يناير 2023. وهو أول مسلسل من إخراج هيروكازو كورئيدا بالتعاون مع نتفليكس. المسلسل مقتبس من مانغا كيو في كيوتو للمانغاكا إيكو كوياما.

## القصة
تروي الحلقات التسع قصة الصديقتين المقربتين كيو (موري) وسوميري (ديغوتشي)، وهما تنتقلان من مسقط رأسهما في شمال آوموري إلى حي غيون في كيوتو للعيش في منزلٍ نسائيّ بالكامل، يسكنه جيكو ومايكو، ويحلمان بأن يصبحا جيكو. على الرغم من أن سوميري تُعتبر موهوبة، إلا أن كيو تُعتبر غير مؤهلة لأن تصبح مايكو، لكنها سرعان ما تجد وظيفتها غير المتوقعة كطاهية منزلية.

## الممثلون
- نانا موري في دور كيو،[5] وهي متقدمة لمنصب مايكو من آوموري تم رفضها كمايكو، وانتهى بها الأمر بالطبخ في منزل ساكو.
- ناتسوكي ديجوتشي في دور سوميري/موموهانا،[5] رفيقة كيو منذ فترة طويلة وأفضل صديقة لها والتي نجحت في أن تصبح مايكو.
- أغو ماكيتا في دور ريوكو،[5] ابنة الأم أزوسا التي تعيش أيضًا في منزل ساكو.
- تاكاكو توكيوا في دور الأم أزوسا،[5] المالكة المشاركة لمنزل ساكو.
- كيكو ماتسوزاكا في دور الأم تشيو،[5] المالك المشارك لمنزل ساكو.
- أي هاشيموتو في دور موموكو،[5] وهي جيكو مخضرمة تأخذ سوميري كمتدربة لديها.
- مايو ماتسوكا في دور يوشينو،[5] وهي جيكو سابقة تعود إلى منزل ساكو لاستئناف مسيرتها المهنية بعد طلاقها من زوجها.
- موموكو فوكوتشي في دور تسوروكوما، وهي مايكو في منزل ساكو وتترك المهنة في نهاية المسلسل.
- ليلي فرانكي في دور السيد رين، الساقي.

## روابط خارجية
- طاهية دار المايكو على موقع IMDb (الإنجليزية)
- طاهية دار المايكو على موقع ميتاكريتيك (الإنجليزية)
- طاهية دار المايكو على موقع روتن توميتوز (الإنجليزية)
- طاهية دار المايكو على موقع نتفليكس (الإنجليزية)
- طاهية دار المايكو على موقع فيلمافينيتي (الإسبانية)
- طاهية دار المايكو على موقع ليتربوكسد (الإنجليزية)
- طاهية دار المايكو على موقع كينوبويسك (الروسية)
- طاهية دار المايكو على موقع قاعدة بيانات الفيلم (الإنجليزية)